# Sisowath Youtevong
Le prince Sisowath Youtevong (né en 1913 à Oudong et mort le 17 juillet 1947 à Phnom Penh) est un homme d'État cambodgien, premier ministre du Cambodge entre le 15 décembre 1946 et le 15 juillet 1947.

## Biographie
Après la Seconde Guerre mondiale, et alors qu'à un peu plus de trente ans il avait vécu près de la moitié de son existence en France où il avait obtenu un doctorat de mathématiques, Sisowath Youtevong décidait de retourner dans son pays de naissance pour se consacrer à la politique et fonder, avec Sim Var, Ieu Koeus et d’autres anciens élèves du Lycée Sisowath de Phnom Penh provenant de l’élite éduquée cambodgienne, le parti démocrate. Membre de la famille royale, il avait une forte réputation d’intégrité auprès des milieux gouvernementaux de la métropole.
Proche de la SFIO, il avait acquis une certaine notoriété dans les cercles réformateurs parisiens lorsqu’à la fin de la guerre il écrivit avec le Sénégalais Léopold Sédar Senghor un livre sur l’avenir des possessions d’outre-mer.
D’après la plupart de ses collaborateurs, Youtevong était considéré comme une personne honnête, motivée et travailleuse. Marié à une Française, il n’était pas francophobe et avait de nombreux amis dans les cercles dirigeants parisiens ; il avait aussi été depuis trop longtemps éloigné du Cambodge pour intégrer un des réseaux de clientélisme qui sévissaient là-bas. Pour beaucoup de jeunes Khmers, il offrait une alternative viable au régime colonial, à ses séides et à la torpeur népotiste des élites nationales.
Lors des élections de septembre 1946, le parti démocrate rafle 50 des 67 sièges de l'assemblée nationale, et, le 15 décembre 1946, le Prince Sisowath Youtevong devient le 4e premier ministre du Cambodge.
Malheureusement, en juillet 1947, il décédera à l'âge de 34 ans. Il était en fait de santé précaire depuis la fin de la Seconde Guerre mondiale et les causes de sa mort semblent être la coïncidence du surmenage, d’un état tuberculeux chronique et d’une crise de paludisme. Des rumeurs prétendent aussi, sans qu’il ne soit possible d’en apporter des preuves tangibles, qu’il aurait été assassiné par les Français qui reprochaient à son parti de promouvoir des idées indépendantistes. Il se peut aussi que sa fin ait été précipitée par sa réticence à se faire hospitaliser, de peur d’avoir à confier sa vie aux services sanitaires des autorités coloniales, la suspicion envers la France étant alors très forte chez les partisans d'une plus grande autonomie cambodgienne.